# الانتخابات الرئاسية اللبنانية 24 نوفمبر 1989
أجريت انتخابات رئاسية غير مباشرة خلال جلسة مجلس النواب اللبناني في 24 نوفمبر 1989، يومان بعد اغتيال الرئيس رينيه معوض، الذي كان قد انتخب في 5 نوفمبر، وانتخب على إثرها إلياس الهراوي للمنصب.
حسب الميثاق الوطني، وهو إتّفاق غير مكتوب بين اللّبنانيين، يجب أن يتولّى دائمًا منصب رئاسة الجمهورية مسيحيًا مارونيًا. تتطلب المادة 49 من الدستور أن يحصل المرّشح على أغلبية ثلثي أعضاء مجلس النواب في الجولة الأولى، وتكفي الأغلبية المطلقة في الجولة الثانية. كانت آخر انتخابات رئاسية قبل تطبيق اتفاق الطائف.
كان الهراوي نائبًا عن زحلة ومدعومًا من سوريا. حضر الجلسة 52 نائبًا من أصل 72، ليكملوا النصاب القانوني، وصوّت له 47 في الجولة الثاني، ليحقق بذلك الأغلبية المطلقة، وأدّى اليمين الدستوري مباشرةً بعد الجلسة.